# دوروتا سگدا
دوروتا سگدا (لهستانی: Dorota Segda؛ زادهٔ ۱۲ فوریهٔ ۱۹۶۶) بازیگر اهل لهستان است. وی دانش‌آموختهٔ آکادمی ملی هنرهای نمایشی آ.س.ت. در کراکوف است و از سال ۱۹۸۷ میلادی تاکنون مشغول فعالیت بوده‌است. دوروتا سگدا در سال ۲۰۱۲ به عضویت آکادمی فیلم لهستان درآمد.
از فیلم‌ها یا برنامه‌های تلویزیونی که وی در آن نقش داشته‌است، می‌توان به کنترل، هنرمندان، در خوشی و سختی، نشانه‌گذاری‌شده، ایمان سست، راز ساگال، دهن‌به‌دهن و قرن بیستم من اشاره کرد.
وی همچنین برندهٔ جوایزی همچون گلوریا آرتیس شده‌است.